# トランペット協奏曲 (アルチュニアン)
トランペット協奏曲 変イ長調（トランペットきょうそうきょく へんイちょうちょう）は、アレクサンドル・アルチュニアンが1949年から1950年にかけて作曲した作品である。

## 概要
ソ連のトランペット奏者ティモフェイ・ドクシツェルのために、「ヴィルトゥオーゾのショウピース」として作曲された。アメリカ合衆国における初演は、ドクシツェルが訪米した際に行われ、ジェイソン・サンドラムは、「東欧の抒情性と和声のテクスチュアの、情熱的な力強さ」と評した。この作品は、「たちまち世界中のトランペットの定番のレパートリーとなり、聴衆や批評家、演奏者から世界的な賞賛を勝ち得てきた It was described as flashy by the New York Times。」 
ニューヨーク・フィルハーモニー管弦楽団の首席トランペット奏者フィリップ・スミスによると、今ではトランペットのレパートリーとしてすっかり定着したために、しばしば「ジュリアードの入試の課題」に使われるほどだという。「この作品がトランペット奏者にこれほど人気になった理由の一つは、この曲が華やかだということに尽きる。非常にジプシー的な、ロシア的な、アルメニア的な響きがするし、旋律は非常に気高く、美しい。それにわくわくするような急速なタンギングみたいなものもふんだんにあるから。」

## 編成
独奏トランペット、フルート2（うち1はピッコロ持ち替え）、オーボエ2、クラリネット2、ファゴット2、ホルン4、トランペット2、トロンボーン3、チューバ、ティンパニ、トライアングル、小太鼓、シンバル、大太鼓、ハープ、弦五部

## 楽章構成
以下の3楽章から成るが続けて演奏される。
1. Andante — Allegro energico
2. Meno mosso
3. Tempo I

アルメニア民謡の旋律・リズムの特徴は、アルチュニアンの作品にも強い影響を残している。作曲家としてアルチュニアンは、アシュグネル（ashughner、吟遊詩人）の即興演奏の趣を取り入れることによって自身の民族性を表現している。様式的には前任者のアラム・ハチャトゥリアンに近く、クラシック音楽としてはめずらしくポピュラーな傾向の音楽であるが、ハイドンの有名な変ホ長調協奏曲と並んでトランペット協奏曲のメインでもある。

## 演奏時間
約14分。